# 새뮤얼 머드
새뮤얼 알렉산더 머드(Samuel Alexander Mudd I, M.D., 1833년 12월 20일, 1883년 1월 10일)는 미합중국의 의사로 1865년 에이브러햄 링컨 대통령 암살 사건과 관련하여 존 윌크스 부스와의 공모와 원조로 기소되어, 투옥되었다. 그는 1869년 앤드류 존슨 대통령에 의해 사면되어, 석방되었다. 가족들과 다른 이들의 반복되는 말소 시도에도 불구하고, 그의 유죄 판결은 뒤집어지지 않았다.

## 어린 시절
메릴랜드주 찰스 군에서 태어났으며, 머드는 헨리 로우와 새라 앤 리비스 머드 부부의 10명의 아이들 중 넷째였다. 그는 아버지가 소유하고 있던 워싱턴 D.C.에서 남동쪽으로 48 km 떨어진 곳에 위치한 수십만 평방미터(수백 만평)의 담배 플랜테이션 ‘오크 힐’ 농장에서 성장을 했으며, 그곳은 89명의 노예들을 데리고 일을 시키고 있었다.
자체 가정교육을 몇 년동안 받은 후 15살의 나이에, 메릴랜드주 프레드릭 군에 있는 세인트 존스에서 기숙사 학교를 다녔다. 2년 후, 그는 워싱턴 D.C.에 있는 조지타운 대학교에 등록을 했다. 그후 그는 볼티모어 메릴랜드 대학교에서 이질에 대한 논문을 쓰면서 의학을 공부했다.
1856년 졸업을 하자마자, 머드는 찰스 군으로 가서 병원을 개업하여 어릴 적 연인이었던 새라 프랜시스(프랭키) 다이어 머드와 1년 후에 결혼을 한다. 결혼 선물로 아버지는 아들 부부에게 세인트 캐서린스라고 알려진 그의 농장 내에서 가장 좋은 땅 218 에이커 (0.88 km2)과 집을 주었다. 집이 지어지고 있는 동안, 젊은 머드 부부는 아내의 독신 오빠 제레미아 다이어와 함께 살았으며, 마침내 그들의 집으로 이사를 갈 수 있었던 것은 1859년이었다. 그들 부부 사이에서는 9명의 자녀를 두었으며, 4명은 머드가 체포되기 이전에 5명은 그가 감옥에서 석받된 이후에 얻었다. 의료 행위로 돈을 더 벌기 위해, 1860년 미국 노예 인구 통계에 따르면 머드는 5명의 노예를 써서 작은 규모의 담배 재배 농가가 되었다. 머드는 노예제도가 신성하게 운명지어진 것이라고 믿었고, 신학자 오레스터스 브라운슨에게 편지를 쓴 것도 그러한 영향이었다. .
1861년 남북전쟁의 발발로, 남부 메릴랜드주 노예제도와 그것을 지탱하던 경제는 급속히 붕괴하기 시작했다. 1863년, 북군이 해방 노예와 도망 노예를 징발하기 위해 캠프 스탠턴을 머드의 농장에서 16 km 떨어진 곳에 세웠다. 다수가 메릴랜드주 남부에서 출신인 8,700명에 이르는 흑인 병사 6개 연대가 그곳에서 훈련을 받았다. 1864년, 1863년 링컨의 노예해방선언으로부터 제외되었던 메릴랜드는 노예제도를 폐지했으며, 이 조치는 머드와 같은 플랜테이션 농장 운영자들 힘들게 했다. 결과적으로 머드는 그의 농장 매각을 고려하였으며, 병원의 수익에 따라 결정을 할 예정이었다. 머드가 대안을 고민하고 있을 때, 그는 부동산을 사는 관심이 있다고 밝혔던 26세의 젊은 존 윌크스 부스라는 배우에게 소개되었다.